# Obeya
Obeya (jp. duży pokój) — stosowana w firmach azjatyckich (m.in. w koncernie Toyota) metoda zarządzania projektami polegająca na stworzeniu międzyfunkcyjnego zespołu projektowego pracującego w jednym pomieszczeniu. Metoda ta służy sprawnemu zarządzaniu informacją i natychmiastowemu podejmowaniu decyzji. Obeya gromadzi w jednym miejscu wszystkie osoby pracujące nad produktem i sposobem jego wytwarzania. Celem Obeya jest opracowanie koncepcji "zbieżnej z celem w ramach zbioru alternatyw" to znaczy doboru najlepszych elementów z różnych alternatyw (a nie jedynie wyboru najlepszej alternatywy), a w ten sposób wykreowania najlepszego rozwiązania. Ważna w Dużym Pokoju jest kontrola wizualna, która pozwala na szybką weryfikację postępu w pracach zespołu oraz określenie miejsca, w którym zespół znajduje się w danym momencie. 